# Браво, Тони
Антонио Танус Амадо (исп. Antonio Tanus Amado), более известный как Тони Браво (исп. Tony Bravo) (28 мая 1949, Пуэбла-де-Сарагоса, Пуэбла, Мексика) — известный мексиканский актёр и певец.

## Биография
Родился  28 мая 1949 года в городе Пуэбла де Сарагоса, штат Пуэбла в семье эмигранта из Ливана, также у него был старший брат — Альфредо Танус, который являлся также актёром и певцом. Вначале дебютировал  как модель и сделал несколько фотосессий для журналов мужской моды. Телесериалы Никто кроме тебя, В плену страсти, Я твоя хозяйка и Непокорное сердце оказались наиболее успешными в карьере актёра, ибо указанные телесериалы были проданы во многие страны мира и актёр вышел на мировой уровень. В 1985 году был номинирован на премию TVyNovelas в номинации лучшее мужское откровение, но проиграл. Он также брал уроки вокала и известен как исполнитель народной музыки.

## Фильмография

### Телесериалы

#### Свыше 2-х сезонов
- 1985-2007 — Женщина, случаи из реальной жизни (17 сезонов; снялся в одном сезоне в 1997 году).

#### Televisa
- 1978 — Пылающие страсти
- 1979 — Девушка из предместья (в 1995 году будет снят ремейк — Мария из предместья) — Норберто.
- 1984 — Ты — моя судьба — Хавьер.
- 1985 — Никто кроме тебя — Луис Трехо.
- 1986 — Связанные одной цепью — Карлос.
- 1989 — Белое и чёрное — Луис Сото.
- 1993 — Сон любви — Карло.
- 1997 — В плену страсти — Рафаэль Элисондо.
- 1998 — Ложь — Андре Белот.
- 1998-99 — Что происходит с нами?
- 1999 — Ад в раю — Хавьер.
- 2001 — Право на рождение — доктор Алехандро Сиерра.
- 2004-05 — Ставка на любовь — Камило Белтрайн.
- 2005-06 — Перегрина — Алонсо.
- 2008-09 — Прямые поставки — Тоньо.
- 2010 — Я твоя хозяйка — Эвелио Самаррипа.
- 2012 — Настоящая любовь
- 2013 — Непокорное сердце
- 2014-15 — До конца света — Хавьер.

### Фильмы
- 1989 — Гладиаторы из Лос-Анджелеса (совм. с США) — Аурелио.
- 1990 —
  - Расхитители гробниц — Рауль.
  - Убийственная ярость — Марко.
- 2003 — Перемирие — Мендес.